# Європейська площа (Загреб)

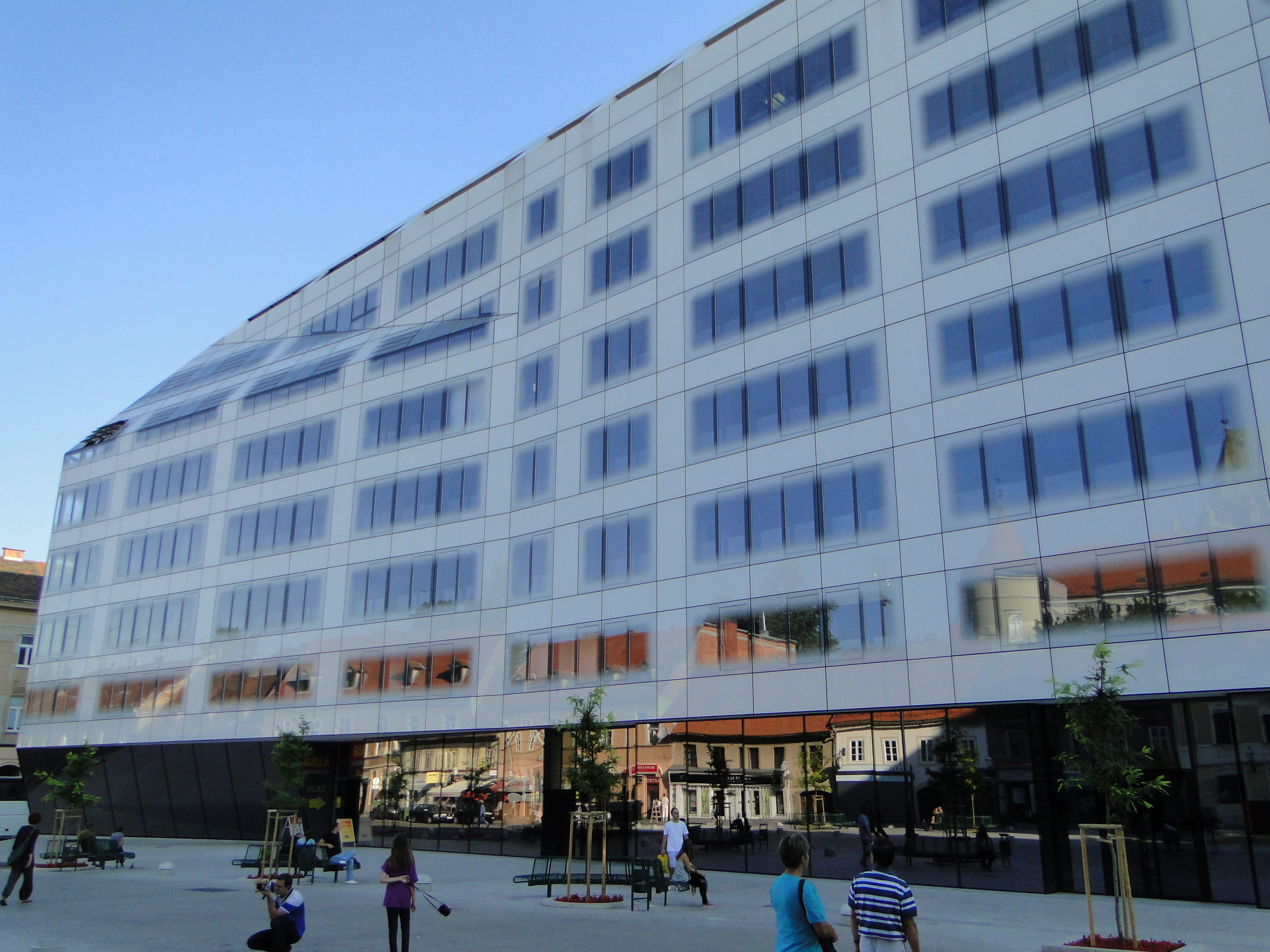
Дім Європи на Європейській площі

Європейська площа (хорв. Europski trg) — міський майдан у центрі столиці Хорватії Загреба, приблизно за 300 метрів на схід від центрального майдану міста — площі бана Єлачича. На назву площі вплинула поява інформаційної установи Дім Європи.

## Історія
Ідея назвати територію перед Домом Європи Європейською площею виникла в 2014 році вслід за відкриттям вищеназваної спільної установи Єврокомісії та Європарламенту.
25 березня 2017 в ознаменування 60-ї річниці підписання Римських договорів про заснування Європейського економічного співтовариства та Європейського співтовариства атомної енергії (попередників нинішнього Європейського Союзу) відкрито пам'ятну дошку з назвою площі. Відтоді простір перед загребським Домом Європи, який містяни вже кілька років називали Європейською площею, дістав цю назву офіційно.
Як зауважив на відкритті мер Загреба Мілан Бандич, через три з половиною роки після того, як Хорватія стала повноправним членом Європейського Союзу, після реконструкції вулиць Влашка, Курельчева, Цесарчева і Бакачева було відкрито Парк міжнародного визнання і Європейську площу. Далі мер образно зазначив, що на проміжку в 300 метрів від площі бана Єлачича повз собор Степінаця і далі через Бакачеву та Парк міжнародного визнання до Європейської площі зосередилася вся хорватська історія.
|                                                                                   | Чудово, що ми оголошуємо її Європейською площею сьогодні, у день, коли 60 років тому були підписані Римські договори, що ми вважаємо днем народження Європейського Союзу |
| — сказав керівник представництва Європейської Комісії в Хорватії Бранко Баричевич | |

За словами Бранка Баричевича, саме в цей момент голови урядів і держав-членів виголошують нову декларацію про майбутнє 27 європейських країн під гаслом «Мир, демократія і солідарність», і він радий, що Загреб із його європейською традицією відзначає це символічною табличкою.